# Strelasund

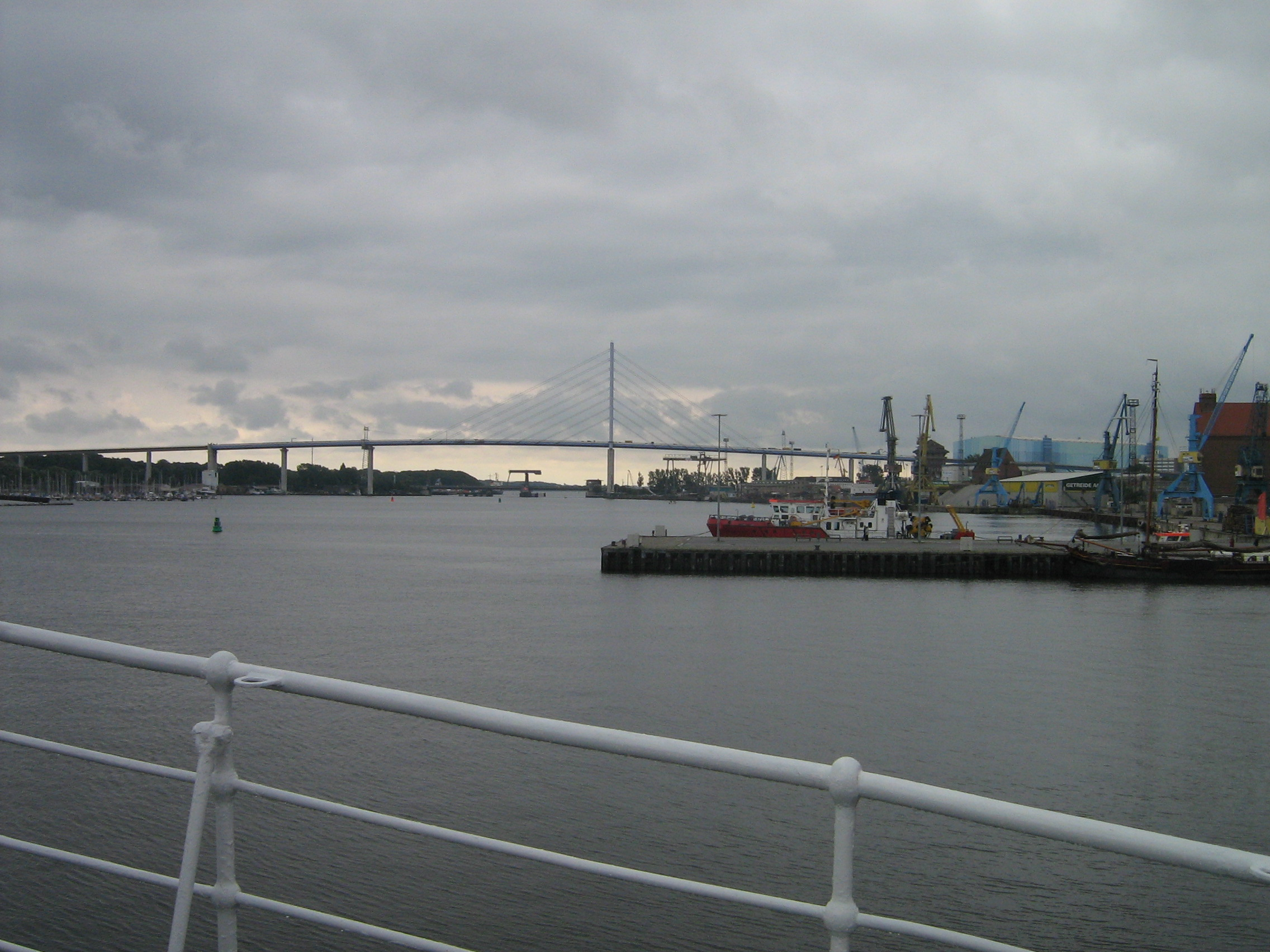
Strelasund

Strelasund är ett sund i södra Östersjön i Mecklenburg-Vorpommern med mycket olika bredd. Det skiljer ön Rügen från fastlandet vid Stralsund. Det långsträcka och i genomsnitt fyra meter djupa ovanligt djupa boddenvattnet upptar en areal om 64 kvadratkilometer. 
I sundet ligger ön Dänholm.
Sundet korsas av förbundsvägen B 96 över Rügenbron, färdigställd 2007, samt den äldre bron Ziegelgrabenbrücke från 1930-talet som även används av järnvägstrafiken. Efter decennieskiftet 2010 lades ett förslag på en undervattenstunnel för höghastighetsjärnväg mellan Strelasund och Trelleborg under Östersjön.